# Джарбулов, Мухамеди
Мухамеди́ Джарбу́лов, другой вариант имени — Мухамади́й (1906, станция Малай-Сары, Семиреченская область, Российская империя — неизвестно, Казахская ССР) — путевой обходчик Айна-Булакской дистанции пути Казахской железной дороги, Талды-Курганская область, Казахская ССР. Герой Социалистического Труда (1959).

## Биография
Родился в 1906 году в ауле Малай-Сары. После окончания местной начальной школы трудился на различных предприятиях железной дороги, с 1927 года — землекоп, чернорабочий на строительстве Туркестанско-Сибирской железной дороги. С 1932 года — путевой обходчик 31-й Айна-Булакской дистанции пути. Ежегодно показывал высокие трудовые результаты. За выдающиеся трудовые достижения по итогам работы в 1952 году награждён Орденом Трудового Красного Знамени.
Досрочно выполнил личные социалистические обязательства и плановые производственные задания Шестой пятилетки (1956—1960). Указом Президиума Верховного Совета СССР от 1 августа 1959 года удостоен звания Героя Социалистического Труда за «выдающиеся успехи, достигнутые в деле развития железнодорожного транспорта» с вручением ордена Ленина и золотой медали «Серп и Молот» (№ 9697).
Избирался депутатом Сары-Озекского поселкового Совета депутатов трудящихся.
После выхода на пенсию проживал в Джамбулской области. Дата смерти не установлена.
Награды
- Герой Социалистического Труда
- Орден Ленина
- Орден Трудового Красного Знамени (01.08.1953)
- Медаль «За трудовую доблесть» (24.07.1951)